# 설월화

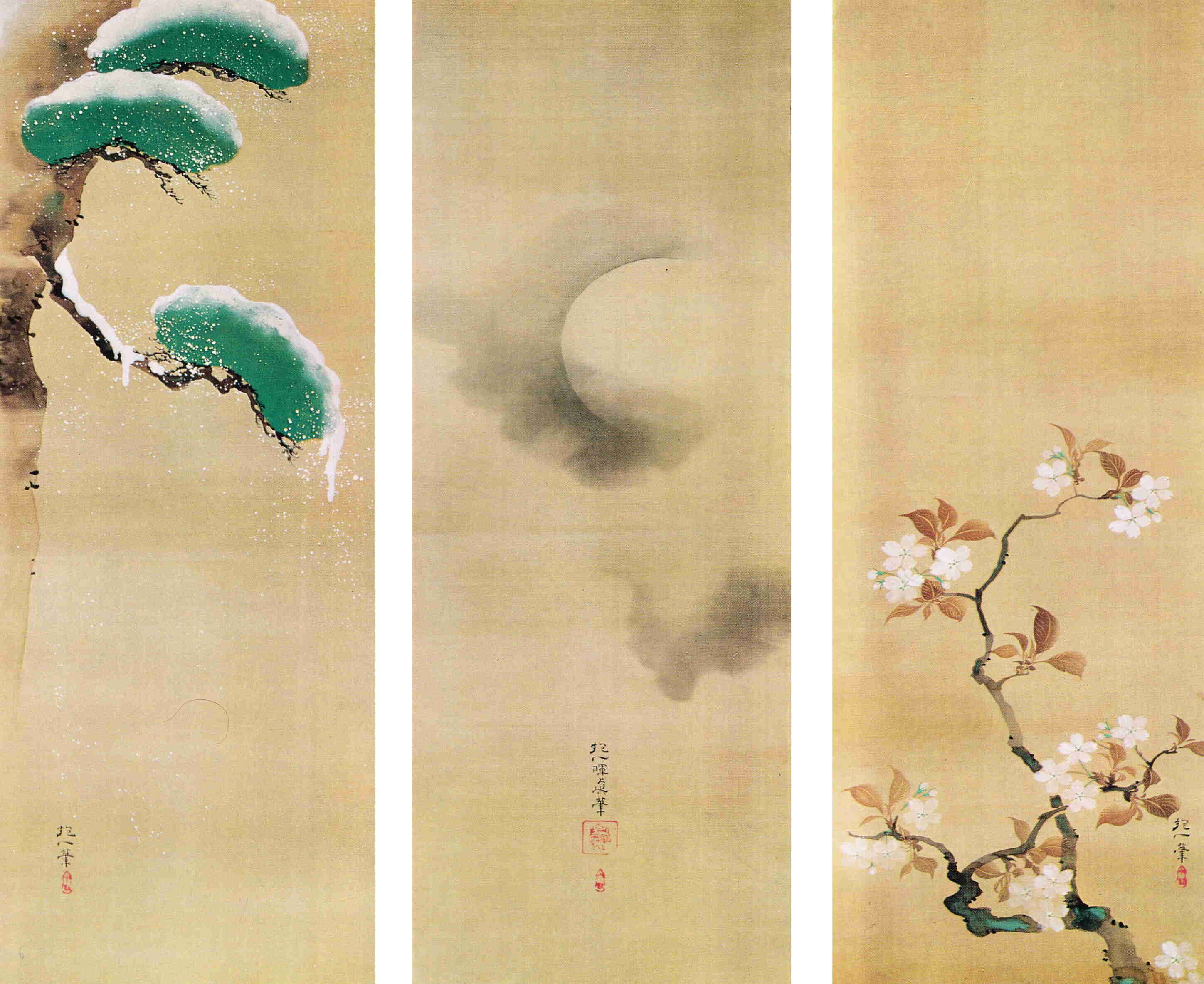
호이츠 사카이 (1761-1828년)

설월화(雪月花)는 당나라 시인 백거이의 시에서 유래한 일본식 표현이자 예술과 디자인의 주제이다. 에도 시대 후기에 인기를 얻었다. 자연의 아름다운 풍경을 일본식으로 표현한 것이다.

## 소개
이 세 가지 주제(눈, 달, 꽃)는 일반적으로 일년 중 계절을 나타낸다. 눈은 겨울, 달은 가을, 꽃은 봄을 나타낸다. 하지만 세 가지 흰색을 표현한 것이라고 생각할 수도 있다. 파란색-흰색은 겨울, 노란색-흰색은 가을, 분홍색-흰색은 봄을 의미한다.
우키요에 예술가들은 판화를 시리즈로 판매하는 것을 좋아했으며 때로는 두루마리를 그려서 함께 걸어두기도 했다. 예술가들은 이를 세 명의 여성, 세 개의 잘 알려진 풍경(항상 물을 반사하는 달) 등과 결합하는 것을 좋아했다.
설월화는 상자 장식, 전통 거울 뒷면 등에 나타나기도 한다.

## 대중 문화

### 문학
기교소녀는 상처받지 않아 라이트 노벨에서 세츠게츠카 3부작은 세 명의 여성 자동인형 자매로 구성된다. 큰 누나 이로리는 눈, 둘째 누나 야야는 달, 막내 코무라사키는 꽃을 상징한다.

### 만화
기교소녀는 상처받지 않아 만화에서 세츠게츠카 3부작은 세 명의 여성 자동인형 자매로 구성된다. 큰 누나 이로리는 눈, 둘째 누나 야야는 달, 막내 코무라사키는 꽃을 상징한다.